# Клоки, Арт
Артур «Арт» Клоки (англ. Arthur "Art" Clokey, 12 октября 1921 — 8 января 2010) — американский мультипликатор, известный популяризацией жанра пластилиновой анимации, под влиянием своего преподавателя, Славко Воркапича создавший фильм-эксперимент Gumbasia.
После создания фильма Gumbasia Клоки и его жена Рут создали персонаж под именем Гамби (англ. Gumby). С тех пор Гамби и его лошадь Поки (англ. Pokey) стали часто появляться на телевидении, появляясь сначала в нескольких сериях телепрограммы Howdy Doody, а позже они появились в сериале под названием «Приключения Гамби» (англ. The Adventures of Gumby). Позднее персонажи потеряли популярность и вернули интерес публики в 1980-х годах, когда американский актёр Эдди Мёрфи сделал пародию на Гамби в шоу Субботним вечером в прямом эфире. В 1990-х годах был выпущен фильм Гамби в кино, что вызвало ещё больший интерес к персонажу у публики.
Второй по известности мультфильм Клоки Davey and Goliath финансировался, в частности, Лютеранской церковью в Америке.

## Биография
Артур Чарльз Фаррингтон (англ. Arthur Charles Farrington — настоящее имя мультипликатора) родился в Детройте. После развода родителей в 1929 году он жил со своим отцом, который погиб год спустя в автомобильной катастрофе. После смерти отца его мать и её новый муж отправили его в детский дом. В возрасте 11 лет он был взят из детского дома композитором Джозефом Клоки, который вскоре начал обучать мальчика искусству.
Клоки учился в университете Майами (штат Огайо), а также посещал семинарию Хартфорда (штат Коннектикут). Позже он начал обучаться в университете Южной Калифорнии, где он познакомился с режиссёром сербско-американского происхождения Славко Воркаличем. Это знакомство сильно повлияло на личность Клоки.
В 1953 году Клоки выпустил первый фильм собственного производства, Gumbasia, в котором показывались танцы фигур из пластилина под джазовую музыку. Вскоре после этого Клоки и его жена создали мультипликационный персонаж Гамби (англ. Gumby). В 1957 году этот персонаж появился в собственном сериале, который выходил в течение нескольких лет. Сериал был снова запущен в 1988 году, окончательно же его выпуск был прекращён в 1989 году.
Клоки был дважды женат. Его первая жена, Рут Клоки, помогала мужу в производстве пластилиновой мультипликации. Они поженились в 1948 году, за время брака у них родились сын и дочь; Арт и Рут развелись в 1966 году. В 1976 году Клоки женился во второй раз; его вторая жена Глория умерла в 1998 году.
Клоки умер во сне 8 января 2010 года, в городе Лос-Осос (штат Калифорния). На момент смерти ему было 88 лет, он умер от рецидивирующей инфекции мочевого пузыря.